# Samuel R. Delany
Samuel Ray Delany Jr. (ur. 1 kwietnia 1942 w Nowym Jorku) – amerykański pisarz science fiction i krytyk literacki. Laureat nagród Nebula i Hugo.

## Życiorys
Dorastał w Harlemie w dobrze sytuowanej rodzinie afroamerykańskiej. Jego matka była bibliotekarką, a ojciec przedsiębiorcą pogrzebowym. Uczęszczał do Bronx High School of Science. Mimo iż od czasów dorastania żył otwarcie jako gej, przez 19 lat był żonaty z poetką Marilyn Hacker i ma córkę Ivę Hacker-Delany.
Od 1988 r. Delany zajmował stanowisko profesora literatury na kilku uniwersytetach, m.in. University of Massachusetts at Amherst, University at Buffalo, a ostatnio na Temple University w Filadelfii. Jest autorem książek z dziedziny literaturoznawstwa.
Debiutował jako pisarz w wieku 20 lat, powieścią The Jewels of Aptor. Uważany jest za czołowego twórcę Nowej Fali SF. Jego utwory charakteryzują się złożonością i wyrafinowaniem.
Oprócz powieści uznanie zdobyły także krótkie formy, np. opowiadania Opaść na Gomorę (Aye, and Gomorrah, Nebula 1967) i Czas rozpatrywany jako helisa z kamieni półszlachetnych (Time Considered as a Helix of Semi-precious Stones, Nebula 1969, Hugo 1970).
Jest dyslektykiem.

## Publikacje
- Gwiazda Imperium (Empire Star, 1966, wyd. pol. Phantom Press 1992)
- Babel-17 (Babel-17, 1966, wyd. pol. Solaris 2008) – Nebula
- Punkt Einsteina (The Einstein Intersection, 1967, wyd. pol. Phantom Press 1992) – Nebula
- Nova (1968, wyd. pol. Solaris 2014)[3]
- Dhalgren (1975)
- Triton (1976)
- The Motion of Light in Water (1988) – Hugo w kategorii książka non-fiction
- Stars in My Pocket Like Grains of Sand (1984)
- Through the Valley of the Nest of Spiders (2012)

### Return to Nevèrÿon
- Tales of Nevèrÿon (1979) – zbiór opowiadań
- Neveryóna (1983)
- Flight from Nevèrÿon (1985)
- Return to Nevèrÿon (1987)